# Iglesia de los Santos Justo y Pastor (Cuenca de Campos)
La iglesia de los santos Justo y Pastor es un templo católico ubicado en la localidad de Cuenca de Campos, Provincia de Valladolid, Castilla y León, España.

## Descripción
Se trata de un edificio renacentista mudéjar construido en el siglo XVI.
Una puerta adintelada precedida de un pórtico permite acceder al templo a través de una de las tres naves, la de la Epístola. Dichas naves se encuentran separadas por columnas de orden jónico y las armaduras que las cubren se consideran las mejores de la provincia en arte mudéjar.
Las zapatas de las columnas que sostienen el techo fueron decoradas en el renacimiento con bustos representando a las virtudes.
En la capilla mayor destaca el artesonado que la cubre por su lacería, policromado y piñas de mocárabes.
El retablo, construido alrededor del año 1580, cuenta con tallas de los santos Justo y Pastor, entre otras atribuidas al artista Pedro de Bolduque.
La iglesia cuenta con una torre de ladrillo de dos cuerpos. El inferior alberga una capilla cubierta por bóveda de crucería gótica.